# Tessy-Bocage (comuna suprimida)
Tessy-Bocage era una comuna nueva francesa situada en el departamento de Mancha, de la región de Normandía. 

## Historia
Fue creada el uno de enero de 2016, en aplicación de una resolución del prefecto de Mancha de 28 de septiembre de 2015, con la unión de las comunas de Fervaches y Tessy-sur-Vire, pasando a estar el ayuntamiento en la antigua comuna de Tessy-sur-Vire.
El uno de enero de 2018 fue suprimida al fusionarse con la comuna de Pont-Farcy, pasando sus comunas delegadas a formar parte de la comuna nueva de Tessy-Bocage.

## Demografía
| Gráfica de evolución demográfica de Tessy-Bocage entre 1800 y 2015 |
|                                                                    |

Los datos entre 1800 y 2013 son el resultado de sumar los parciales de las dos comunas que formaban la comuna de Tessy-Bocage, cuyos datos se han cogido de 1800 a 1999, para las comunas de Fervaches y Tessy-sur-Vire de la página francesa EHESS/Cassini. Los demás datos se han cogido de la página del INSEE.

## Composición
| Comuna delegada | Código INSEE | Población (2013) | Superficie (km²) | Densidad (hab./km²) |
| --------------- | ------------ | ---------------- | ---------------- | ------------------- |
| Fervaches       | 50180        | 392              | 4.89             | 80                  |
| Tessy-sur-Vire  | 50592        | 1432             | 15.90            | 90                  |